# Trò chơi năm 2015
Trang này liệt kê các board game, trò chơi thẻ bài, wargame, trò chơi mô hình thu nhỏ, và trò chơi nhập vai tabletop xuất bản năm 2015.  Đối với trò chơi điện tử, xem Trò chơi điện tử năm 2015.  

## Trò chơi phát hành hoặc phát minh năm 2015
1: Asasin creed syndicate
2: evolve
3: Halo 5: Guardian
4: Heroes of the Storm
5: Project Cars
6: SOMA
7: Undertale
8: Her story
9: Tom Clancy's Rainbow Six Siege
10: Just cause 3

## Giải thưởng trò chơi được trao năm 2015
Failout 4

## Sự kiện lớn liên quan đến trò chơi năm 2015
Plaid Hat Games chiếm hữu bởi công ty phát hành board game Canada F2Z Entertainment.

## Mất
| Ngày       | Tên          | Tuổi | Chức vụ                                                                                |
| ---------- | ------------ | ---- | -------------------------------------------------------------------------------------- |
| 12 tháng 1 | John Hill    | 69   | Nhà thiết kế trò chơi mô hình thu nhỏ wargame                                          |
| 16 tháng 2 | Brett Ewins  | 59   | Nhà vẽ minh họa cho The Judge Dredd Roleplaying Game                                   |
| 23 tháng 4 | Francis Tsai | 48   | Nhà vẽ minh họa cho Big Eyes, Small Mouth, Magic: The Gathering, và Dungeons & Dragons |
| 11 tháng 5 | Glen Orbik   | 51   | Nhà vẽ minh họa cho Dungeons & Dragons                                                 |